# مايكل دومينغو
مايكل دومينغو مواليد 23 أغسطس 1979 في الفلبين، هو ملاكم محترف فلبيني يصنف ضمن فئة وزن الديك.

## إحصائيات
خاض خلال مسيرته 58 نزالا، فاز في 41 وتعادل في 2 وخسر في 15. فاز بالضربة القاضية في 19 نزالا.

## روابط خارجية
- مايكل دومينغو على موقع بوكس ريك (الإنجليزية) (registration required)